# 藤本コウジ
藤本コウジ(ふじもと こうじ、1967年2月28日- )は、日本の音楽プロデューサー・作詞家・作曲家。
制作会社Sus4 Inc.（Sus4株式会社）代表取締役。

## 人物
東京都出身。本名：藤本幸司　弟は元BY-SEXUALのNAO（藤本直幸）。
遊技機関係の企画・映像・音楽制作を手掛ける。
2004年、Clairを発掘、デビュー曲「SHOOTING STAR」をプロデュース。
以降、Clairの遊技機関連の全楽曲について作詞、作曲、編曲、プロデュースを担当。作詞の一部はClairとの共作。
2006年、Clair feat. Jackie Chan としてジャッキー・チェンとClairのデュエット曲「PEACE OF THE WORLD」を作詞、作曲、プロデュース。
2021年6月、Sus4 Inc.（Sus4株式会社）設立。
元MOON CHILDのササキオサムらとともに、Team Sus4としてテレビアニメの劇伴制作を行う。主な劇伴制作時のメンバーは、ギター：秋山浩徳、ピアノ・鍵盤：草間信一、ストリングス：河合晃太 MUSICエンジン・雨宮麻未子ストリングス、バイオリンソロ：Ayasa。エンジニアで安達義規（MIXER'S LAB）、近藤麻衣(LANDMARK STUDIO）。弦編曲で、河合晃太・角谷和俊。

### アニメ劇伴
- ジャヒー様はくじけない! [3] (2021年)
- 最近雇ったメイドが怪しい [4] (2022年)
- ティアムーン帝国物語 [5] (2023年)
- ラグナクリムゾン [6] (2023年)
- 佐々木とピーちゃん[7] (2024年1月)
- 夜桜さんちの大作戦[8] (2024年4月）
- 不器用な先輩。[9]（2025年）
- Garena Free Fire[10]（時期未定）

### その他
- B:The Beginning [11]（2018年 NETFLIXテーマソング『THE PERFECT WORLD』プロデュース/編曲）
- 乙女ゲームの破滅フラグしかない悪役令嬢に転生してしまった…[12] (2013年12月劇場公開 劇中歌『The Caravan Nights' Entertainment』歌：貝田由里子　作詞・作曲・編曲
- 夜桜さんちの大作戦[13]（2024年「マジカル☆ぴょん デストロイ🩷」四怨（CV：悠木碧）作曲
- 夜桜さんちの大作戦[14]（2024年「紅桜」辛三（CV：興津和幸）作曲
- 夜桜さんちのミニ作戦[15]（2024年「Love Forever」凶一郎（CV：小西克幸）作曲

## 提供
- Clair/シングル『Shooting Star』作詞・作曲（2004.02.21）
- Clair/アルバム『Beautiful Days』作詞・作曲（2004.11.17)
- Clair/アルバム『スペクトラルフォースOriginal Soundtrack The Best』収録曲「Line of Destiny」作曲（2004.09.29)
- Clair/シングル『結晶』作詞・作曲（2006.02.01)
- Clair feat ジャッキー・チェン/シングル『PEACE OF THE WORLD』作詞・作曲 (2006.02.01)
- Clair/シングル『FATE/Obrigado~悦びの花~』作詞・作曲 (2008.01.09)
- 吉岡亜衣加/アルバム『ひだまりの中で』収録曲「ふたり」作曲 (2013.08.21)